# 放流 (ダム)

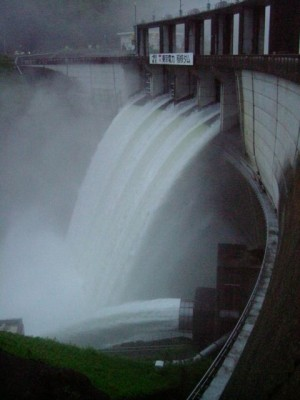
放流の様子（稲核ダム・長野県）

ダムにおける放流（ほうりゅう）もしくは放水（ほうすい）とは、ダム貯水池内に貯留された流水などを下流に流す操作である。ダムの機能に応じ、様々な目的で行われる。

## 放流の目的

### 洪水調節
治水を目的としたダムにおいては、大雨時などの異常出水による流入をダムで受け止め、流入量以下の放流を行うことで下流への洪水を防ぐことができる。詳細は洪水調節の項目を参照。

#### 事前放流
洪水調節を行う前に、洪水調節容量以外の利水容量の一部を放流し、生じた容量を洪水調節容量に転化させることがある。これは事前放流と呼ばれ、洪水調節容量を増加させることで洪水調節の効果を向上させることが可能となる。
ただし、事前放流は本来、利水目的である貯水容量を利水以外の目的で減ずる行為であり、放流量に見合った流入が得られない場合は利水の効用を無駄に落とすことになる。また、事前放流によって洪水調節容量を確保するには一定の時間を要するとともに、この時間は通常よりも多い量の放流が必要となり、一時的に下流域への治水効果を減ずることにつながりかねないとも考えられる。このため、事前放流の運用に当たっては早い段階で精度の高い降雨の予測が必要となるなど、慎重に検討しなければならない。
このため、近年ではこうした事前放流を解消するために人造湖自体を掘削して新たなる貯水容量を確保したり、あるいは貯水池の有効貯水容量を変更して治水容量を増やすといったダム再開発事業が行われている。前者の例としては茨城県の藤井川ダム（藤井川/ふじいかわ）があり、後者の例としては宮城県の花山ダム（迫川/おいかわ）がある。
近年、集中豪雨や台風などの災害が多発している事を受けて、国土交通省水管理・国土保全局では2021年に「事前放流ガイドライン」を策定。事前放流の実施・終了の基準や、事前放流による河川環境への影響等が発生した場合への対応などをマニュアル化している。

### 不特定利水
不特定利水とは、特定した権利者による用途がない水利用のこと。河川の水量を積極的・能動的に調節するために治水のカテゴリに入り、通常は洪水調節機能と一緒に目的として付与されることから、単一の目的には挙げられない。このため、洪水調節と不特定利水の2つを目的に持つダムは多目的ダムと呼ばれることはない。
不特定利水には大別して不特定かんがいと河川維持放流、フラッシュ放流の3つがある。いずれも一定の水量が通年放流される。

#### 不特定かんがい
かんがいや上水道、工業用水の水源確保を目的としたダムにおいては、ダムからの直接取水によるほか、ダムから用水相当の放流を行うことにより、下流域での用水の安定的な取水を図ることがある。通常は、既存の農地に対して農業用水を供給する場合にこの目的が付加されるが、補給量は既得水利権者（土地改良区など）が従前より水利権の定める取水量に合わせて供給される。ダムにとっては、新たな取水設備を設けることなく、既存の河川取水設備（頭首工など）を活用して供給ができることから、多くの多目的ダム・治水ダムにおいてこれを目的としている場合が多い。
補給基準点は既設の堰・頭首工・取水口所在地であることが多いが、中にはダム地点であったり特定の橋梁である場合もある。これらは、それぞれの河川における水利権や農地分布状況などに応じて設定される。

#### 河川維持放流

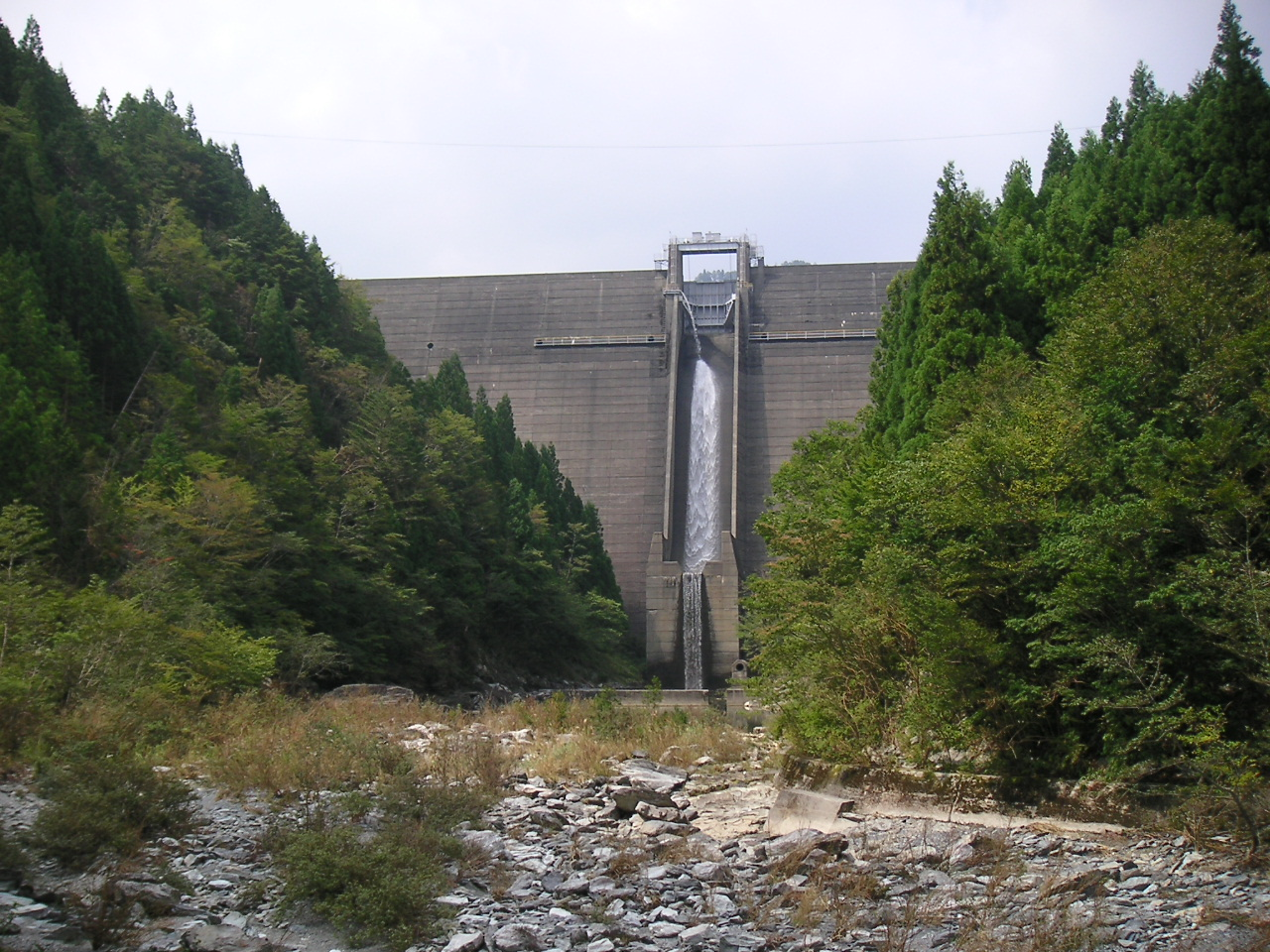
河川維持放流（大森川ダム・高知県）

洪水時やかんがいを要する時期以外であっても、ダムからは常に一定量の放流が行われる。これは、下流域にダムがなかった場合と同量の流水を確保することにより、水生生物などの生育環境・生態系を維持するためである。河川維持放流は年間を通じて行われている放流であり、小規模なダムでは放流操作と特筆されないこともある。上記の不特定利水目的の放流も、河川維持の一環と見なすことがある。
一般に多目的ダムや治水ダムにおいては河川維持放流が不特定利水の中に含まれており、広義の意味では治水にも該当する。ダムによって流水が枯渇し、下流環境への影響が大きいと批判する意見があるが、多目的ダム・治水ダムではこの批判は当てはまらない。しかし、発電専用ダムにおいては発電能力の減衰につながる無用な放流は避けたいとして、下流への放流は原則的になかった。このため、大井川・信濃川をはじめ全国の河川において、水量減少による問題がクローズアップされた（詳細はダムと環境を参照）。
こうした問題の解決と、環境保護思想の高まりを受けて1997年（平成9年）に改正された河川法において、河川環境の維持が重要な目的として挙げられ、可能な限りすべてのダムにおいて河川維持放流が事実上義務付けられた。これにより、従来は放流を行っていなかった発電専用ダムにおいても、河川維持放流が行われるようになった。河川維持放流水を利用した小規模な発電所を設ける例もある。ただし、こうした発電専用ダムでは仮に河川維持放流が行われても、目的に不特定利水が加わるわけではない。これとは別に、漁業協同組合の要請による漁業資源保護のための河川維持放流を行うダムもある。

#### フラッシュ放流
河川維持放流のうち、下流域の河川形態をより自然な状態に保全するために人工的な小規模洪水を起こし、水質の正常化や流砂の連続性確保を図る目的で行う放流を、特にフラッシュ放流と呼ぶ。近年は実施されつつある手法である。
河川生態系の維持は従来は安定した環境の維持がベターと考えられていたが、過度の安定化は河床の固定化や瀬・淵の消滅、浮遊藻類の増殖による水質悪化が起こることが分かってきた。河川生態系は本来は洪水の存在によって定期的に正常化され、維持される。このため、人工的に洪水を起こして固定化した河川環境をリセットし、河川の清浄化と生態系維持を図ることが検討されるようになった。
1996年にアメリカのコロラド川にあるグレンキャニオンダムで試験的に人工洪水試験が実施され、2000年まで2002年にかけてはスイスで国立公園公社と電力会社の共同事業として人工洪水試験が断続的に実施された。これによって瀬や淵の復活、浮遊藻類の除去や土砂の移動連続性がある程度は確保できるなど、一定の成果を得ることができた。日本では1997年（平成9年）より建設省（現・国土交通省）によって検討され、やがて国土交通省直轄ダムを中心に現在20ダムでフラッシュ放流が実施されている。主なダムとしては、漁川ダム（漁川）・宮ヶ瀬ダム（中津川）・五十里ダム（男鹿川）・三国川ダム（三国川）・真名川ダム（真名川）・高山ダム及び比奈知ダム（名張川）・温井ダム（滝山川）などがある。
山形県にある寒河江ダム（寒河江川）の例を挙げると、朝10時に10トン／秒の放流を開始した後、徐々に水量を増加させて12時には水量を最大の30トン／秒を放流し、次第に水量を減らして15時に終了するという手法である。終了間際には放流によって生じた濁水を正常化させるための後放流を実施し、一連の放流を終了する。この放流によって浮遊して悪臭を放っていた藻類を除去できたほか、瀬や淵が保全されるなど河川環境の保護が確認された。現在は6月から11月までの間、週1回実施している。
こうしたフラッシュ放流は漁業協同組合などの協力下で実施され、河川環境の改善に貢献しているほか、従来は有効な手段が無かった堆砂対策の一手法として注目されている。関西電力が管理する旭ダム（旭川）ではこうした手法でダム堆砂の除去に取り組んでいる。だが、開始されたばかりであり、魚介類などへの影響といったエビデンスが蓄積されていないことから、今後の調査・検証が重要である。

### 排砂放流
ダムの中にはダム貯水池内に堆積した土砂を専用のゲート（排砂ゲート）から放流する機能を備えたものもある。ダム貯水容量を確保する為に重要な目的の一つではあるが、ダム貯水池内に長期間に堆積した土砂は一部がヘドロ化しているなど、排砂放流によって河川環境が著しく阻害されることを危ぶむ意見も少なくない。

### 観光放流ほか
観光地化しているダムでは、一種のイベントとして放流をする場合がある。富山県の黒部ダム（黒部川）や北海道の豊平峡ダム（豊平川）は当初から観光を目的として放流を行っている。神奈川県にある宮ヶ瀬ダム（中津川）では特定の曜日に定期的に観光放流を実施しており、新たな観光地として多くの観光客を呼んでいる。
このほか、洪水期を前にゲートを点検するために行う点検放流があり、ダム管理事務所ではウェブサイトなどを通じてこの試験放流の実施を事前に告知することがある。通常は使われることがほとんどない非常用洪水吐きからの放流が行われるため、多くの観光客が訪れる。群馬県の矢木沢ダム（利根川）と奈良俣ダム（楢俣川）では年に1度（通常は5月）点検放流が行われるが、交通の便が悪いにもかかわらず数百人の観光客がダムを訪れ、近年はその様子をテレビで報道することが多くなった。広島県の灰塚ダム（上下川）では試験的に貯水を行う「試験湛水」（しけんたんすい）において、非常用洪水吐きから一斉に点検放流が行われたが、この放流が実施された1週間の間に約2万人が訪れている。

## 法規定
ダムが放流を開始すると、河川は急激に増水する（下写真）。これは、仮に下流部が晴天であっても上流部で放流を行えば増水するため、場合によっては死亡事故につながる危険性を十分にはらんでいる。したがって、ダムが放流を行う場合には、河川法の第四十八条において「危害防止のための措置」が規定されている。

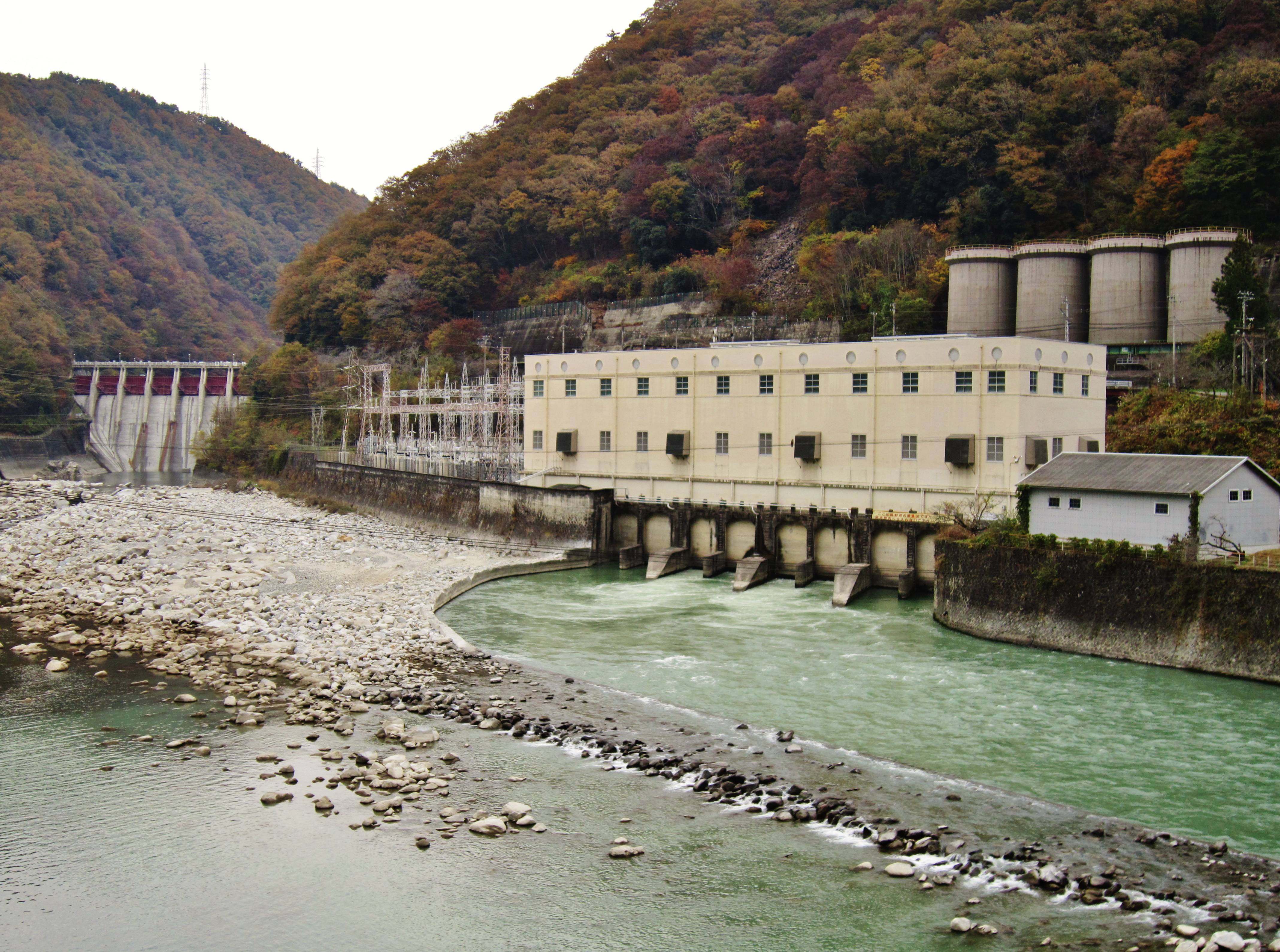
通常時の泰阜ダムと天竜川 河原や中州が存在している。
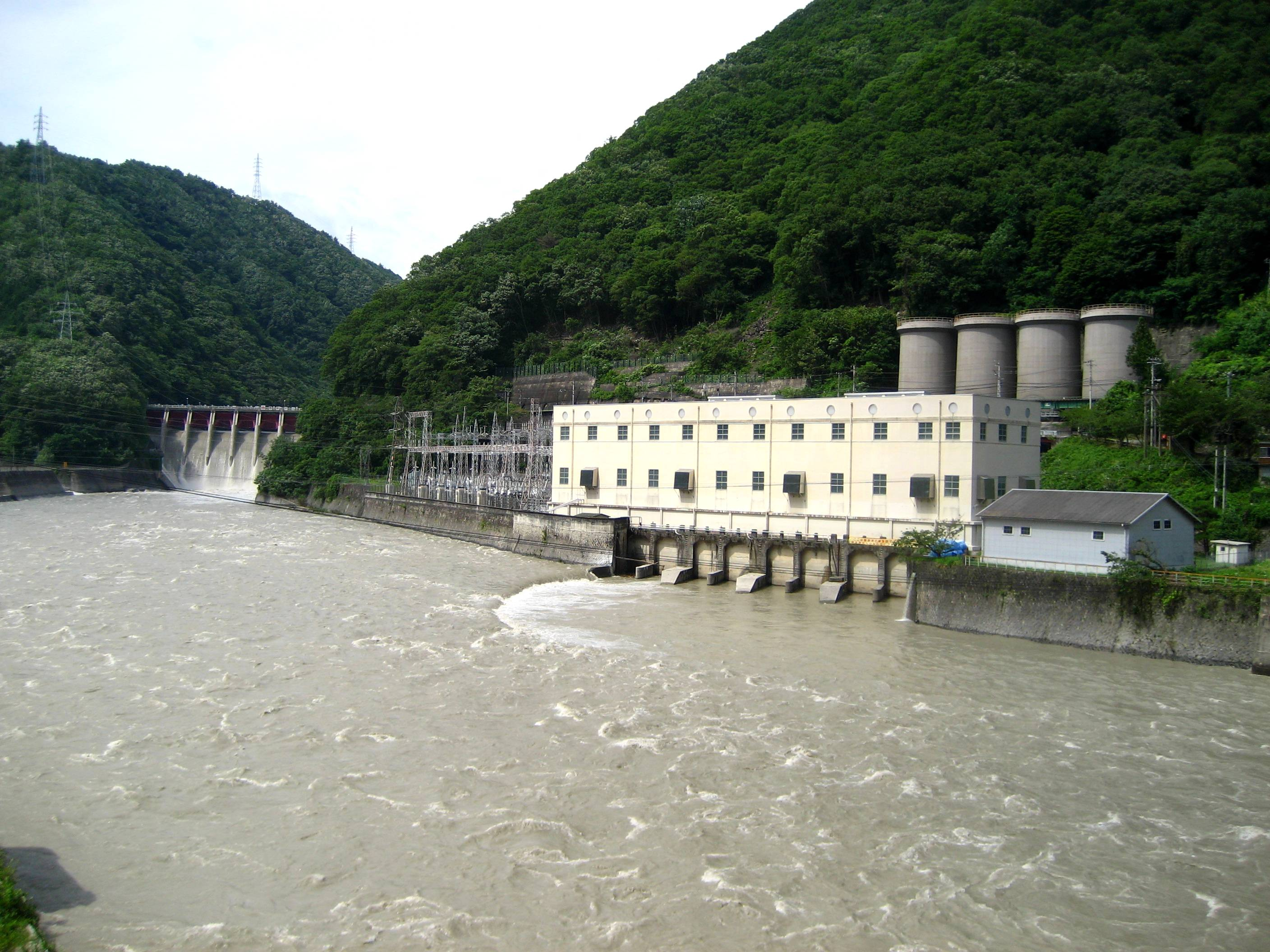
放流時のダムと川 河原も中州も完全に水没している。

### 概説
すなわち、「ダムを操作することによって流水の状況に著しい変化を生ずると認められる場合において、これによって危害が生じる場合」、言い換えれば放流による河川の増水で河川を利用する人間に危害を及ぼす可能性がある場合には、関係する都道府県知事・市町村長及び所轄の警察署長へ放流を通知すると同時に、「一般に周知させるための必要な措置をとらなければならない」と定めている。このため、ダム管理者は放流警報サイレン設備の設置、立て看板による放流の注意喚起、あるいは電光掲示板による放流の通知などを通じ、一般の河川利用者に注意喚起を促している。
これは、特定多目的ダム法施行規則第8条第2項において規定されている。これによれば、サイレンの間隔は約1分間隔、警鐘は約10秒間隔で適宜の時間継続することとしている。また、放流通知の看板は、縦140センチメートルから190センチメートル、横140センチメートルから160センチメートル、地面からの高さは120センチメートルから150センチメートルとし、字の色は冒頭の「危ない!!」を朱色、その他を黒色で記入することが、特定多目的ダム法施行規則第8条第1項並びに別紙様式第5及び第6で明記されている。

### 実例

#### 玄倉川水難事故
実際の例として、1999年（平成11年）8月13日、神奈川県にある玄倉ダム（くろくらダム。酒匂川水系玄倉川、発電専用ダムで洪水調節容量を有しない）で行われた放流までの一連の対応を示す。
- 15:00　上流で集中豪雨。ダム管理所の職員、ダム放流の可能性があるため河原にいるキャンプ客に河原からの退避を促す。
- 19:45　放流警報のサイレンを鳴らす。
- 19:50　ダム管理所の職員、河原に残った一般キャンプ客に河原からの退避勧告を行う。
- 20:05　ダム管理所、退避命令を出すために所轄警察署である神奈川県警松田警察署に通報を行う。
- 20:20　玄倉ダム、放流を開始する。

このようにサイレンを鳴らし、かつ職員が巡回して河原にいる一般人に退避を促した後、放流を開始している。なお、キャンプ客はこの警告や勧告に従わず居残り、放流開始後も警察やダム管理所が再三退避を勧告したが、最終的にこれを無視した。その結果、翌8月14日の玄倉川水難事故となったのである。ダムの放流は急激な増水を招き、一旦逃げ遅れると強烈な水圧を伴う濁流が襲うため、人力では到底退避不可能となる。

#### 大迫ダムの集中豪雨に伴う緊急放流の不備
1982年（昭和57年）8月には奈良県の大迫ダム（紀の川）の集中豪雨に伴う緊急放流により、7人の命が失われている。この時にはサイレンは鳴らされていたものの「聞こえなかった」という証言もあり、国会で問題になった。このため、ダムを管理する農林水産省近畿農政局は外部識者などから構成される対策委員会を設置し、サイレンなどの装置を緊急に改善するなどの措置を講じた。
ダム管理者の責任も重大であるが、「大雨が降ったら川には近づかない」・「サイレンが鳴ったら川から上がる」という最低限の知識は備える必要が河川利用者にも求められる。

## 訴訟問題
放流操作に対する問題点として、ただし書き操作などをはじめとする異常出水に対して下流の住民が浸水などの被害を受けた場合、行政訴訟などの裁判に発展する例もある。例えば、徳島県の長安口ダム（那賀川）や岡山県の新成羽川ダム（成羽川）などが該当し、前者は住民敗訴、後者は和解という結果となった。また、三重県の蓮ダム（蓮川）では下流自治体が管理者に対して管理規定の改善を要求する、高知県の早明浦ダム（吉野川）では異常出水で被害を受けた直下流の住民が集団移転するといった事態も起こっている。
放流操作は極めてデリケートなダム管理規定であり、各ダムごとに操作規定が設けられている。しかし、地球温暖化の影響で集中豪雨が増加する現在では、さらなる細やかな対応が求められている。